# Кафана на Балкану (ТВ серија)
Кафана на Балкану је српска телевизијска серија која се од 22. јануара до 6. фебруара 2025. године емитовала на Суперстар ТВ. Серија представља спој два филма Покидан и Стравично.

## Радња
Кафана на Балкану је серија настала по мотивима живота певача Аце Лукаса.
Главног лика Пеђу Ковача затичемо у тренутку када га сплет животних околности доводи у ситуацију да нема избор за егзистенцију.
Живећи код родитеља са својих 30 година и свирајући клавијатуру у локалном рок бенду Пеђи се појављује животна прилика да напусти стари начин живота и окрене нови лист.
Његов талент препознаје Вања, музички продуцент, који ће од Пеђе направити  најпопуларнију звезду региона али која са собом носи моралне и личне последице.
У вртоглавом расту његове популарности и каријере Пеђа се бори са сопственим идентитетом, својим сновима које је имао и реалношћу која му нуди живот који његова стара личност више не може да испрати...

## Улоге
| Глумац                  | Улога                    |
| ----------------------- | ------------------------ |
| Младен Совиљ            | Пеђа Ковач               |
| Иван Ђорђевић           | Вања                     |
| Марија Пикић            | Нада                     |
| Стефан Бундало          | Жекс                     |
| Филип Хајдуковић        | Бане                     |
| Милош Петровић          | Столе                    |
| Јана Милосављевић       | Весна Веки               |
| Радоје Чупић            | Драгомир Драгомировић    |
| Весна Станојевић        | Мира                     |
| Милутин Караџић         | Драго Ковач              |
| Јово Максић             | Коле                     |
| Андрија Кузмановић      | Баја                     |
| Сунчица Милановић       | Сандра                   |
| Мирсад Тука             | Командант                |
| Милош Пејовић           | Перо                     |
| Мина Николић            | Тијана                   |
| Бранка Катић            | терапеут                 |
| Милица Јаневски         | Ана Марија               |
| Немања Оливерић         | менаџер Ана Марије       |
| Дејан Дедић             | Борко моб                |
| Маринко Прга            | Паун                     |
| Ђорђе Ђоковић           | Гиле                     |
| Антонио Скарпа          | затвореник               |
| Јована Стипић           | Сека                     |
| Никола Вујовић          | Драган                   |
| Павле Менсур            | студент                  |
| Павле Чемерикић         | студент                  |
| Денис Мурић             | студент                  |
| Алекс Вучковић          | инспектор Богдан         |
| Предраг Бјелац          | инспектор Славко         |
| Михаела Стаменковић     | адвокатица               |
| Љубомир Тодоровић       | старији Шиптар           |
| Петар Новаковић         | Шиптар                   |
| Божидар Зубер           | Шиптар                   |
| Павле Поповић           | Срба                     |
| Милица Шћепановић       | Албанка                  |
| Јована Миловановић      | организаторка у Арени    |
| Иван Чуић               | Марио                    |
| Никола Керкез           | Грозни                   |
| Никола Репија           | Ненад бубњар             |
| Лука Арежина            | Куки басиста             |
| Борис Лукман            | Немке                    |
| Огњен Мићовић           | Матија                   |
| Петар Милићевић         | Кими                     |
| Вања Мијатов            | Дуња                     |
| Кристина Дрљевић        | Сања                     |
| Јадран Малкович         | градоначелник Дејан      |
| Немања Милуновић        | Дејан зеленаш            |
| Ања Радовановић         | Милијана                 |
| Теодора Ђедовић         | Соња                     |
| Гала Шалипур            | Лена                     |
| Никиола Павловић        | агресивни пацијент       |
| Јован Живановић         | Бобан                    |
| Сања Ристић Крајнов     | Дивна                    |
| Ивана Меновски          | Ивана клиника            |
| Ивана Живковић          | гошћа на свадби          |
| Огњен Радуловић         | кум на свадби            |
| Семир Кривић            | композитор               |
| Теодор Винчић           | момак у клубу            |
| Славен Видак            | Горан                    |
| Маја Колунџија Зорое    | наставница               |
| Павле Дејанић           | Дарко фронтмен           |
| Александар Шарапа       | Мирко                    |
| Катарина Брадоњић       | Кристина                 |
| Владимир Стојковић      | водитељ са рођендана     |
| Николина Петровић       | слављеница               |
| Срђан Секулић           | инспектор                |
| Стефан Усиљанин         | водитељ                  |
| Ана Вучић               | водитељка                |
| Оливера Перуничић       | Амира                    |
| Владана Зиндовић Дошљак | докторка                 |
| Немања Јовановић        | човек са гробља          |
| Давид Велић             | дилер Ана Марије         |
| Марко Лепојевић         | дилер                    |
| Наташа Јевтић           | инструкторка јоге        |
| Данило Иванишевић       | гост на свадби           |
| Јован Ражнатовић        | гост на свадби           |
| Петар Шапић             | разваљени тип            |
| Емилија Гајић           | организаторка тв емисије |
| Душан Стефановић        | млад момак               |
| Елмедин Јунузовић       | Цига                     |
| Романа Каран            | шминкер                  |
| Синиша Максимовић       | пијанац                  |
| Данко Бочвански         | стилиста                 |
| Теодор Живановић        | беба Вук                 |
| Дејан Арбутина          | инспектор                |
| Невена Станисављевић    | Девојка у соби           |

## Епизоде
| Бр. у серији | Бр. у сезони | Назив          | Редитељ         | Сценариста                                                                | Премијерно емитовање |
| --- | ------------ | -------------- | --------------- | ------------------------------------------------------------------------- | -------------------- |
| 1 | 1            | „Епизода 1.1”  | Сузана Пурковић | Вања Булић Никола Здравковић Марко Бацковић Сузана Пурковић Саша Мирковић | 22. јануар 2025.     |
| Млади клавијатуриста Пеђа Ковач одгађа исељење из родитељског стана с девојком. Млад, пун духа и енергије, ноћу свира у локалном београдском клубу док дању спава и коцка се. Мајка га типично мајчински готиви, отац грди. Пеђа се нађе усред њихових размирица. Док покушава пронаћи свој идентитет, Пеђа олакшање проналази у узбудљивом рокерском ноћном животу пуном порока. Петља се с врло лошим људима, а истовремено бива примећен на музичкој сцени.                                                                                             |              |                |                 |                                                                           |                      |
| 2 | 2            | „Епизода 1.2”  | Сузана Пурковић | Вања Булић Никола Здравковић Марко Бацковић Сузана Пурковић Саша Мирковић | 23. јануар 2025.     |
| Пеђа је потресен трагичним догађајем. Спрема се за прву турнеју, али планови не иду како је замишљено. Упада у клуб и прави неред. Тражи излаз из проблема, али само упада у још веће проблеме. Чини се да је Пеђа дотакао дно. А онда истовремено дивна и грозна вест. Може ли се Пеђа носити с иједном од њих и који ће пут одабрати? |              |                |                 |                                                                           |                      |
| 3 | 3            | „Епизода 1.3”  | Сузана Пурковић | Вања Булић Никола Здравковић Марко Бацковић Сузана Пурковић Саша Мирковић | 24. јануар 2025.     |
| Пеђина музичка каријера не иде путем којим је замислио, али нема избора. Лоше одлуке и пороци су га довели у безизлазну ситуацију. Но и у овој се ситуацији Пеђа добро сналази и труди се променити и вратити живот на прави пут. Ускоро, талентовани Пеђа проналази свој звук, а то уочи и његов менаџер Вања. Но, Пеђа не може побећи од свог карактера и убрзо се поново нађе у невољи. Вања га покушава спасити новим ангажманом. Хоће ли то Пеђа знати искористити?                                                                                   |              |                |                 |                                                                           |                      |
| 4 | 4            | „Епизода 1.4”  | Сузана Пурковић | Вања Булић Никола Здравковић Марко Бацковић Сузана Пурковић Саша Мирковић | 27. јануар 2025.     |
| Вања покушава помоћи Пеђи и налази му нови ангажман. Али, Пеђа није срећан с тиме. Ипак, Вања беспоговорно верује у Пеђу. Иако Пеђа није свој музички пут замишљао онако како га Вања види, његов невероватни таленат избија на површину и одлично се сналази у сваком изазову. Нови ангажмани и улазак у музички свет узрокују проблеме у Пеђиној вези. Мора одлучити у којем ће смеру ићи његова каријера, али и приватни живот. |              |                |                 |                                                                           |                      |
| 5 | 5            | „Епизода 1.5”  | Сузана Пурковић | Вања Булић Никола Здравковић Марко Бацковић Сузана Пурковић Саша Мирковић | 28. јануар 2025.     |
| Пеђа слави издавање свог првог албума. Вања је забринут за начин живота који Пеђа води. Уз припреме за свој први медијски наступ, Пеђа се не успева суздржати и вређа водитеља. Не свиђа му се како га медији третирају. Ипак, његов звездани успон креће стреловито. Док се не успева изборити с јавном пажњом, Пеђа утеху проналази на позорници - тамо где се осећа најбоље. Но, од старих навика не успева побећи. Нада га налази у незгодној ситуацији. Пеђу изненади лепа вест и може ли га то усмерити да се врати на прави пут?                    |              |                |                 |                                                                           |                      |
| 6 | 6            | „Епизода 1.6”  | Сузана Пурковић | Вања Булић Никола Здравковић Марко Бацковић Сузана Пурковић Саша Мирковић | 29. јануар 2025.     |
| Пеђа полако увиђа с којом ценом долази његова слава и које грозне тајне крије естрада. Вања му проналази нови ангажман који га у почетку баш и не весели. Пеђа покушава балансирати породични живот и каријеру у успону. Нади није довољан угодан живот који јој Пеђа успева приуштити. А Пеђи понестаје извињења и суочава се са све више властитих демона. Колико је Нади остало стрпљења? |              |                |                 |                                                                           |                      |
| 7 | 7            | „Епизода 1.7”  | Сузана Пурковић | Вања Булић Никола Здравковић Марко Бацковић Сузана Пурковић Саша Мирковић | 30. јануар 2025.     |
| Пеђа креће у прекограничне аранжмане. Један је посебан: упознаје елиту с којом се упушта у врхунац својих порока. Вањи се од ништа од тога не свиђа, ни друштво које Пеђа бира, ни коцка, дрога, ни стање у којем се стално налази. Његова разузданост више нема никаквих граница. Вања и Пеђа се сукобљавају. Нада је јако забринута за стање у којем Пеђа долази кући стално. Пеђа прави проблеме у клубу и сукобљава се с лошим људима. У клубу избија пуцњава. Пеђа губи ослонац у Вањи, слама се и утеху тражи код родитеља. Полиција долази по Пеђу. |              |                |                 |                                                                           |                      |
| 8 | 8            | „Епизода 1.8”  | Сузана Пурковић | Вања Булић Никола Здравковић Марко Бацковић Сузана Пурковић Саша Мирковић | 31. јануар 2025.     |
| Пеђу из полицијске станице испраћају медији. Прогони га осећај да му је живот уништен. Преноћиће у затвору. Чини се да ни тамо не може избећи проблеме. Ко је убио власнике клуба? Инспектор притишће Пеђу, а он не нуди одговоре. Стари пријатељи посећују Пеђу у затвору. Он тамо проналази нови одушак. Може ли се Пеђа извући из овога? |              |                |                 |                                                                           |                      |
| 9 | 9            | „Епизода 1.9”  | Сузана Пурковић | Вања Булић Никола Здравковић Марко Бацковић Сузана Пурковић Саша Мирковић | 3. фебруар 2025.     |
| Командант држи Пеђу у шаци. Вања није срећан ситуацијом у којој су се нашли. Пеђа је у великом дугу који мора што пре вратити. Ипак, наставља једнаким темпом и није извукао никакву лекцију из свега што се догодило. Потпуно се осамио од својих ближњих. Стиже отрежњење и шок за Пеђу који није знао колико ће коштати његов дуг. |              |                |                 |                                                                           |                      |
| 10 | 10           | „Епизода 1.10” | Сузана Пурковић | Вања Булић Никола Здравковић Марко Бацковић Сузана Пурковић Саша Мирковић | 4. фебруар 2025.     |
| Командант изненађује Пеђу. Држи га у шаци и жели да изда Вању. Пеђа, понукан прошлим збивањима, схвата да се налази у опасној ситуацији из које је излаз само један. Пеђа је магнет за невоље. Као да му се све што се догађа с Командантом није довољно, петља се с погрешном девојком. Вања је нестао. Пеђа упознаје посебну девојку... |              |                |                 |                                                                           |                      |
| 11 | 11           | „Епизода 1.11” | Сузана Пурковић | Вања Булић Никола Здравковић Марко Бацковић Сузана Пурковић Саша Мирковић | 5. фебруар 2025.     |
| Пеђа се враћа у Београд. Одлучује променити свој живот. Одлази на рехабилитацију. На добром је путу да се излечи, а онда га погађа нова трагедија. Може ли се извући или посустати? Има један и циљ: напунити Арену својим концертом. Колико је предан томе? |              |                |                 |                                                                           |                      |
| 12 | 12           | „Епизода 1.12” | Сузана Пурковић | Вања Булић Никола Здравковић Марко Бацковић Сузана Пурковић Саша Мирковић | 6. фебруар 2025.     |
| Иако се испрва чинило да га очева смрт није погодила, Пеђа се тешко носи с породичном трагедијом. То га усмери да обнови свој однос с сином. Пеђа припрема спектакуларан наступ. Хоће ли успети напунити Београдску арену? Пеђа се враћа на почетак, међу људе који га воле. Чини се да може поравнати све рачуне. |              |                |                 |                                                                           |                      |